# همایش‌نامه

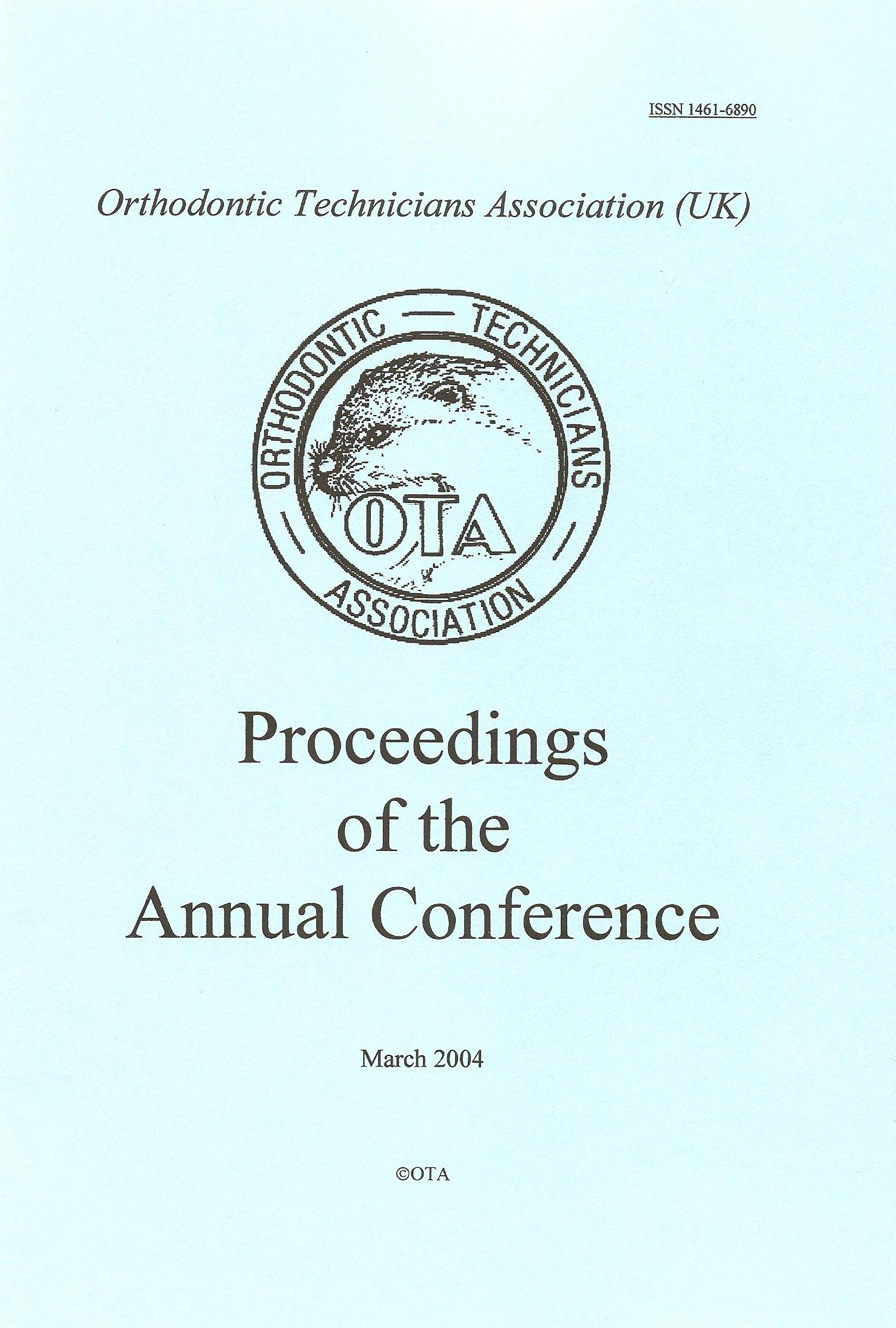
جلد اول نسخه 2004 مجموعه مقالات کنفرانس سالانه انجمن تکنسین های ارتودنسی

همایش‌نامه (به انگلیسی: proceedings, transactions, conference proceedings) یعنی برنامۀ برگزاری جلسات یک همایش، معمولاً همراه با مجموعه‏ای از چکیده و/ یا متن کامل مقالات و گزارش‌هایی که در آن همایش ارائه شده است.

این مقالات معمولاً به صورت چاپی یا الکترونیکی قبل از برگزاری کنفرانس یا بعد از آن توزیع می‌شوند.
تیم ویرایش (editorial team) آن‌ها را سازماندهی می‌کند و کیفیت مقاله‌ها معمولاً توسط تیمی از افراد قبل از برگزاری کنفرانس با خواندن تک تک آن‌ها تضمین می‌شود.
مجموعه مقالات توسط مؤسسه سازماندهی‌کنندهٔ این کنفرانس یا از طریق یک ناشر علمی منتشر می‌شود. به عنوان مثال، در کشور ایران، کلیه مقالات همایشها و کنفرانس‌ها، به صورت متمرکز توسط پایگاه سیویلیکا که یک ناشر رسمی می‌باشد، منتشر شده و در اختیار عموم قرار می‌گیرد.
در سالهای اخیر به دلیل حجم بسیار بالای مقالات، مجموعه مقالات معمولاً در قالب الکترونیکی از طریق اینترنت یا بر روی سی دی منتشر می‌گردد.